# Fondation Waubra
La Fondation Waubra est un lobby qui s'oppose aux parcs éoliens et promeut la croyance connue sous le nom de syndrome des éoliennes. La fondation a été créée par Peter Mitchell, administrateur de plusieurs sociétés pétrolières et gazières. La fondation se décrit comme un groupe de défense pour une recherche multidisciplinaire correctement menée sur les problèmes de santé présumés, signalés par les personnes vivant à proximité d'éoliennes. La fondation porte le nom de la ville de Waubra, en Australie, mais n'y est liée d'aucune autre manière. La ville abrite le parc éolien de Waubra, composé de 128 turbines.

## Allégations pseudo-scientifiques
Les allégations faites par la Fondation Waubra concernant le syndrome des éoliennes' et le syndrome des parcs éoliens sont considérées comme pseudo-scientifiques et ne sont reconnues comme des maladies réelles par aucun système international de classification des maladies, et elles n'apparaissent dans aucun titre ou résumé de la National Library of Medicine des États-Unis (base de données PubMed). Le syndrome des éoliennes a été qualifié de pseudoscience. Depuis 2003, 25 revues de la littérature scientifique sur les éoliennes et la santé ont été publiées. Ces études n'ont trouvé aucune raison de croire que les éoliennes sont nocives pour la santé.

## Histoire
La Fondation était à l'origine connue sous le nom de «Waubra Disease Foundation» après avoir affirmé que les problèmes de santé signalés par certains habitants de Waubra étaient causés par des éoliennes. La Fondation Waubra a affirmé que les éoliennes ont un impact sur la santé mentale et physique de certaines personnes, en grande partie à cause des infrasons. La Fondation affirme que les symptômes suivants sont cohérents avec les impacts de la proximité des éoliennes : troubles du sommeil, maux de tête, y compris migraines, acouphènes, pression auriculaire (souvent décrite comme douloureuse), problèmes d'équilibre/étourdissements, vertiges, nausées, flou visuel, irritabilité, problèmes de concentration et mémoire, épisodes de panique et tachycardie (rythme cardiaque rapide). En 2009, le terme Syndrome des éoliennes a été inventé pour englober le large éventail de symptômes décrits par les plaignants vivant à proximité des éoliennes. La Fondation a publié des rapports de personnes souffrant de symptômes du syndrome de l'éolienne vivant jusqu'à 17 kilomètres de l'éolienne la plus proche.
En novembre 2013, le sénateur Richard Di Natale, à l'époque porte-parole des Verts australiens pour la santé et ancien médecin généraliste, a déposé une plainte écrite auprès de la Commission australienne des organismes de bienfaisance et des organisations à but non lucratif (ACNC) et de l'Australian Tax Office, mettant en cause la qualification de la Fondation Waubra en tant qu'organisation caritative de promotion de la santé, au motif que les affirmations de la fondation sont fausses et trompeuses, et qu'elles pourraient en fait causer des dommages,. 
Le 11 décembre 2014, l'ACNC a révoqué l'enregistrement de la fondation en tant qu'organisme de bienfaisance pour la promotion de la santé, le commissaire adjoint déclarant « Il ne m'est pas possible de conclure que l'activité principale de la Fondation favorise la prévention ou le contrôle des maladies chez les êtres humains ». En décembre 2017, la décision a été confirmée après un appel infructueux.